# Four dragon

Four dragon multi-chambres type Noborigama (Japon).

Le four dragon ou four longyao (chinois simplifié : 龙窑 ; chinois traditionnel : 龍窯 ; pinyin : lóngyáo ; litt. « dragon - four » ; appelé aussi four grimpant et parfois four tunnel) est une forme traditionnelle de four à bois utilisée en particulier dans le sud de la Chine pour produire la céramique chinoise.
C'est un four long et étroit construit à flanc de colline.
Il nécessite une pente assez raide pour fonctionner.
Il permet de cuire de grandes quantités de poterie à haute température. 
Le four dragon permet d'atteindre les hautes températures, au-dessus de 1 200 °C, nécessaires pour cuire les céramiques non poreuses comme le grès et la porcelaine, températures qui sont longtemps restées inatteignables pour les potiers européens. 

## Histoire

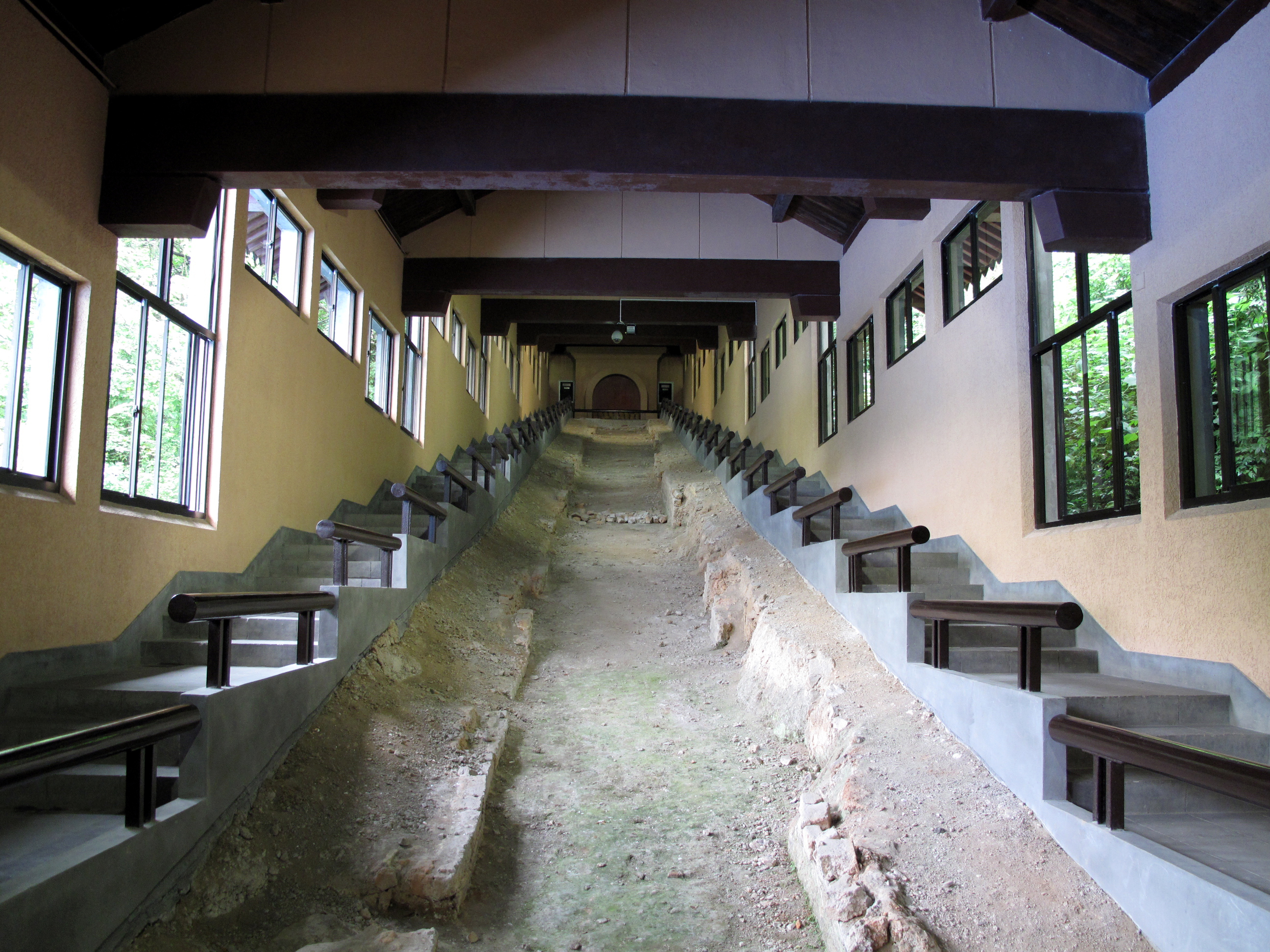
Fouille du sol d'un four dragon long de 40 mètres, époque Song du sud, à Jiaotanxia, Hangzhou.

D'après des fouilles récentes effectuées notamment dans le district de Shangyu au nord-est du Zhejiang, l'origine du four dragon remonte à la dynastie Shang (entre 1600 et 1046 av. J.-C.) et elle est liée à la cuisson du grès à 1 200 °C ou plus.
Les fours de cette époque sont relativement petits, de 5 à 12 mètres de long, et moins inclinés que ceux des époques suivantes.
La technique du four dragon se développe certainement avant la période des Royaumes combattants.
Il y a déjà plus de 60 fours à Shangyu dans le royaume de Wu (229-280) pendant la période des Trois Royaumes.
Le four dragon reste ensuite le principal type de four utilisé dans le sud de la Chine jusqu'à la dynastie Ming.
Les plaines de la Chine du nord ne fournissant pas les pentes nécessaires au four dragon, c'est le four mantouyao qui y prédomine,.
Le four dragon chinois a été repris en Corée, à partir de 100 ou 300 apr. J.-C., puis plus tard au Japon, donnant divers types de fours grimpants anagama et noborigama, et dans tout l'Est de l'Asie.
Vieux de plus de 4 siècles, encore en fonctionnement, le four de Nanfeng situé à Shiwan dans le Guangdong a été construit sous les Ming, il fonctionne aujourd'hui en tant qu'attraction touristique.

## Caractéristiques

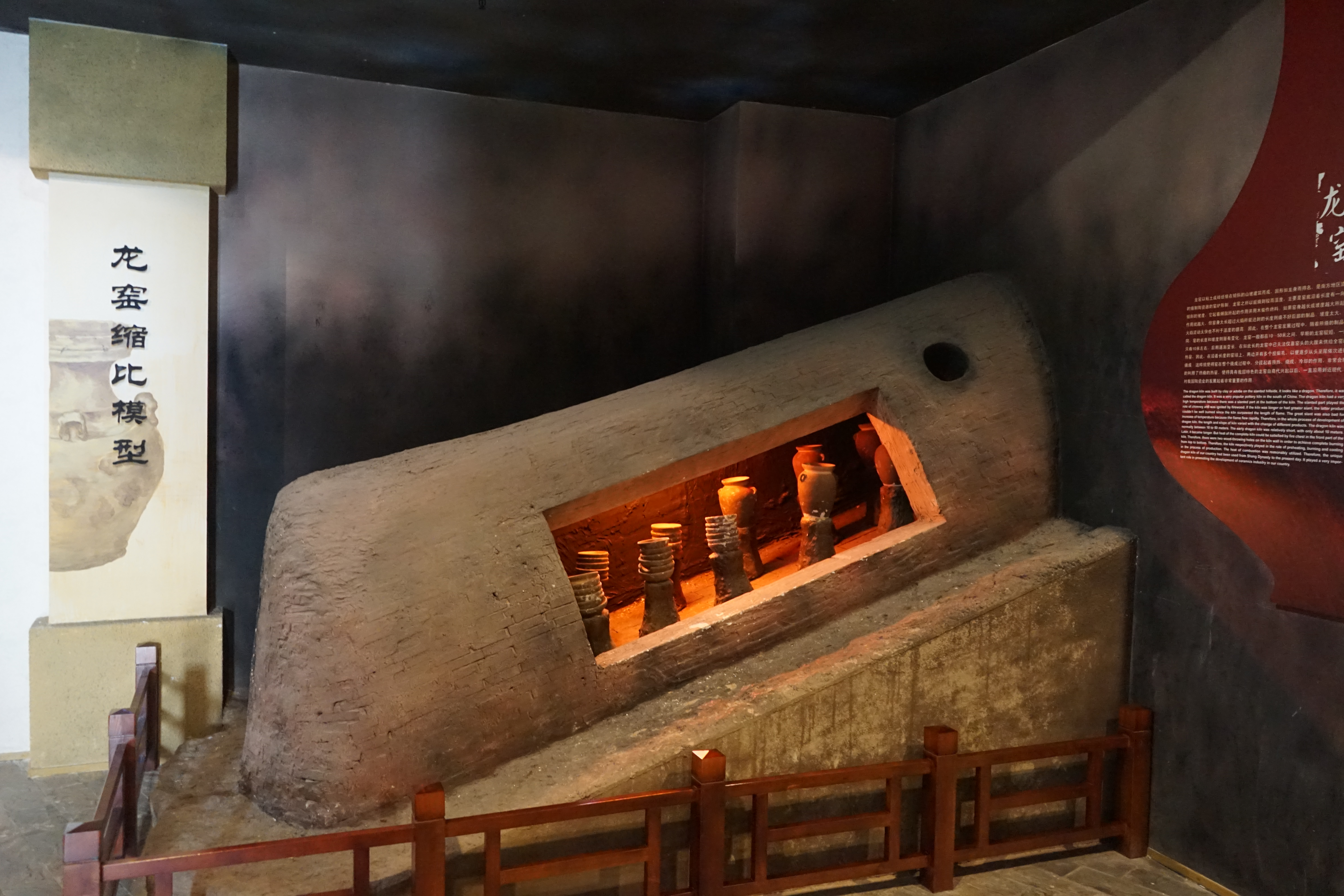
Maquette d'un four dragon au musée de Xiaoshan

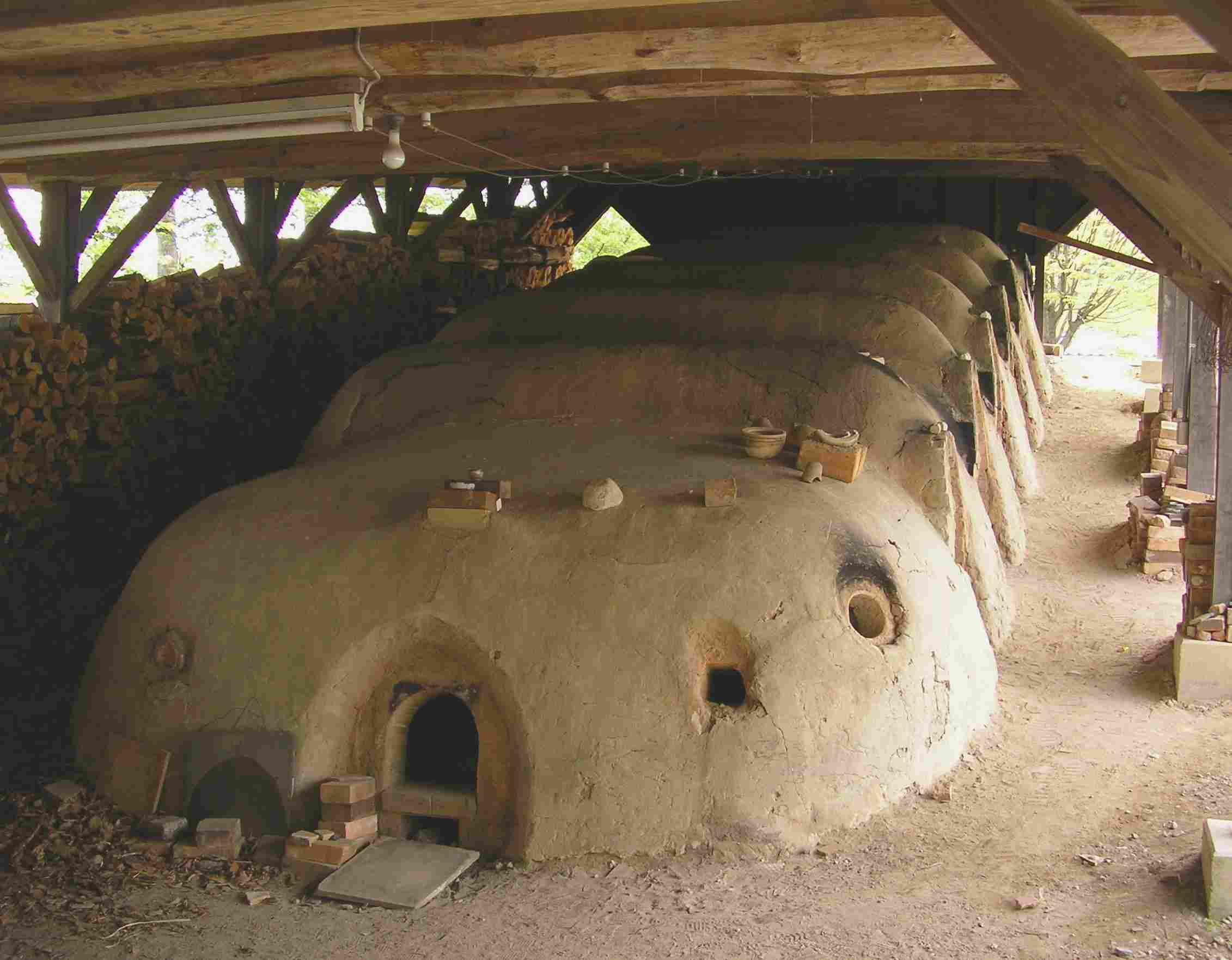
Four dragon multi-chambres type Noborigama (Japon).

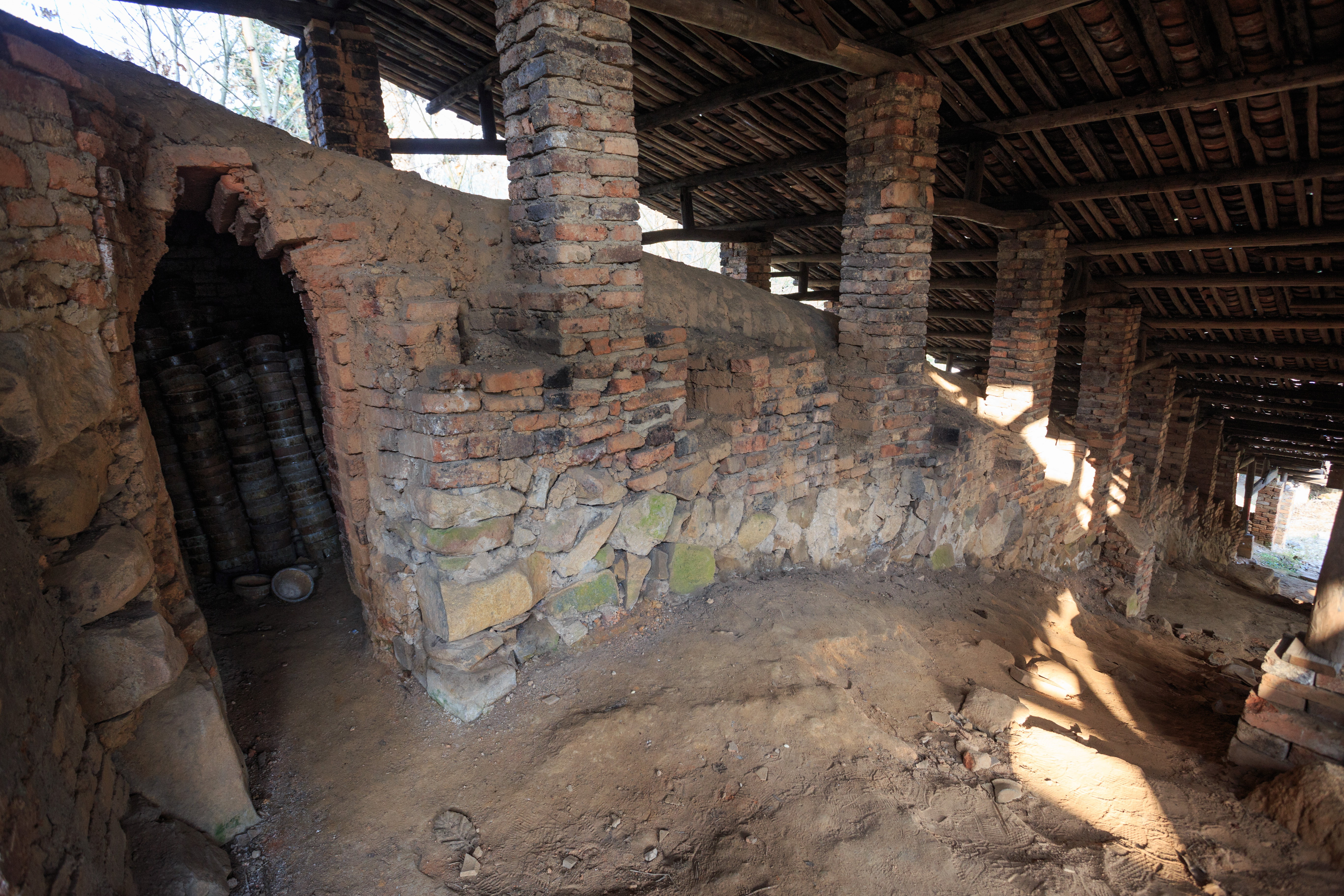
Ancien atelier de porcelaine de Sanqingkou à Jiangshan - Vue latérale du four.

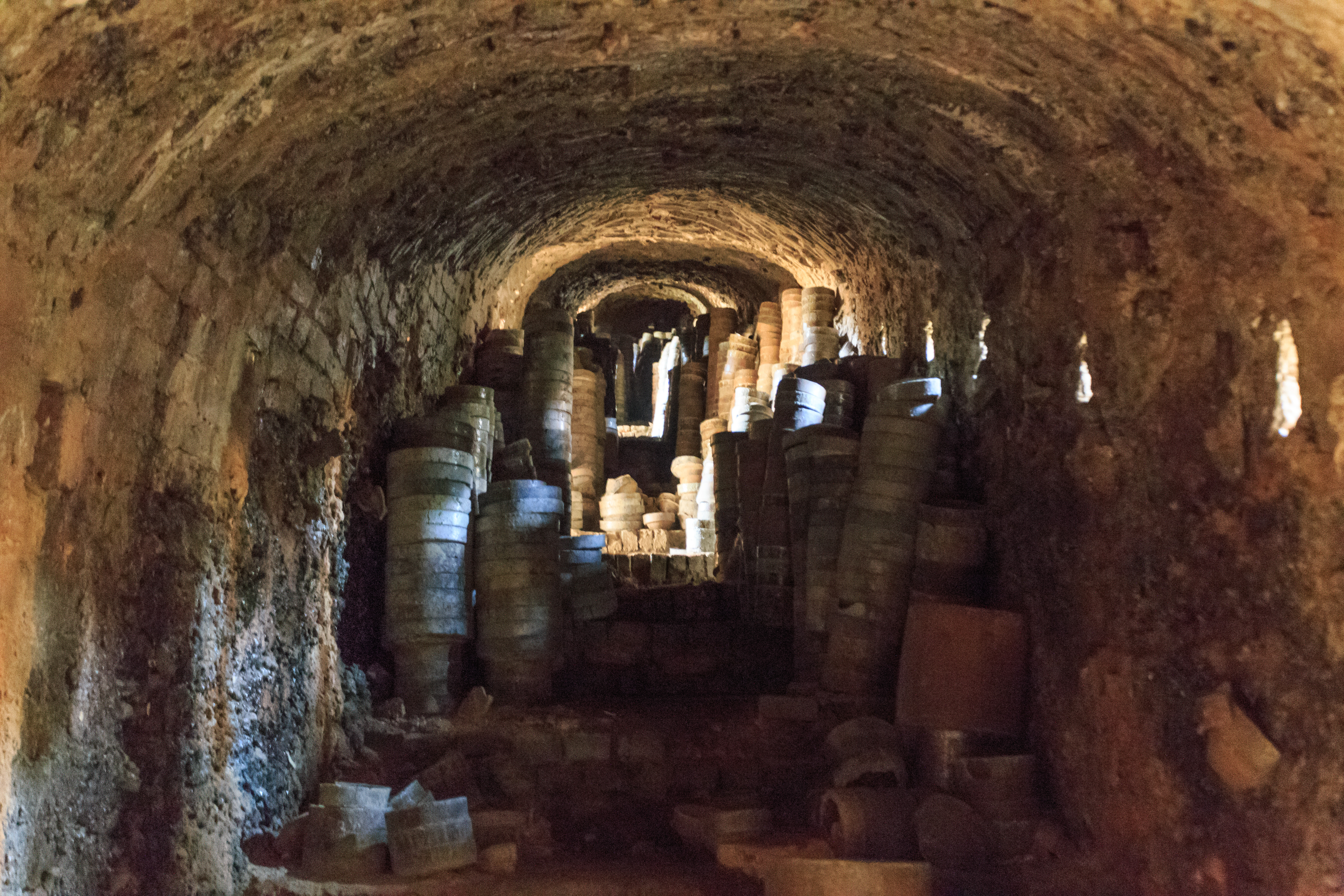
Ancien atelier de porcelaine de Sanqingkou à Jiangshan - Intérieur du four

### Fours grimpants à une ou plusieurs chambres
Les fours dragons sont normalement construits en briques et ont un tirage horizontal ou oblique (les flammes circulent plus ou moins à l'horizontale, plutôt qu'à partir du sol ou vers le sol).
La pente des fours est généralement comprise entre 10° et 16°.
La chauffe commence en bas du four et monte vers le haut de la pente.
La température atteint parfois jusqu'à 1 400 °C.
Le temps de cuisson peut être relativement court, environ 24 heures pour un petit four mais en général la cuisson et le refroidissement durent plusieurs jours.
Les premiers fours sont des tunnels grimpants, non divisés en chambres, mais avec des marches séparant des sols presque plats où sont posées des piles verticales de céramiques calées à l'aide de sable, de graviers ou de matériaux similaires.
À partir des Song du Sud (1127-1279), certains fours comportent une série de chambres étagées sur la pente. Ces chambres sont reliées par des portes qui permettent aux céramistes de circuler pendant les phases de chargement et de déchargement du four et qui permettent à la chaleur de circuler lors de la cuisson. Un four peut avoir jusqu'à 12 chambres.
Le céladon de Longquan se fabriquait généralement dans de tels fours multi-chambres.
La taille et la forme des fours peuvent varier considérablement.
La chambre de combustion, le foyer principal, est toujours en bas du four. 
Il peut y avoir des portes supplémentaires le long du four permettant d'ajouter du bois, ainsi que des regards pour surveiller le fonctionnement sur toute la  longueur. 
La cheminée se trouve tout en haut de la pente mais, compte tenu du tirage dû à la pente, la cheminée n'a pas besoin d'être haute et peut être omise,.

### Conditions de cuisson
Le combustible, généralement du bois ou plus rarement du charbon, affecte l'atmosphère de la cuisson, le bois donne une atmosphère réductrice et le charbon donne une atmosphère oxydante.
La charge de bois nécessaire pour une cuisson équivaut à peu près au poids de la céramique produite.
Des casiers ou gazettes ont été utilisés pour protéger les pièces au moins dans les périodes récentes. C'est une innovation venue de la céramique Ding dans le nord de la Chine sous les Song.
La cuisson n'est généralement pas la même sur toute la longueur du four, ce qui produit des effets différents sur les pièces placées à différents niveaux. 
Le haut du four produit souvent les meilleures pièces car il chauffe plus lentement.
Par exemple, la large gamme de couleurs du céladon, de la céramique de Yue au céladon de Longquan, s'explique en grande partie par des variations dans les conditions de cuisson.
Les teintes variables des porcelaines blanches, entre la céramique Ding au nord et la porcelaine Qingbai au sud, résultent aussi du combustible utilisé.
Les fours multi-chambres les plus développés ont été construits pour cuire la porcelaine de Dehua où un contrôle précis des hautes températures est essentiel.

### Longueur des fours et taille des fournées
Les grands fours dragons, jusqu'à 60 mètres de long [Quand ?], permettent de charger jusqu'à 25 000 pièces à la fois. 
Au début du XIIe siècle, les fours peuvent même dépasser les 135 mètres de long et permettent de charger plus de 100 000 pièces à la fois selon une estimation.
Les estimations varient selon les sources, allant jusqu'à des centaines de milliers de pièces pour le céladon de Longquan.
Les cuissons en grandes quantités ne sont pas spécifiques à la céramique asiatique puisque les potiers de l'antiquité romaine, qui utilisaient des fours d'une toute autre forme, pouvaient cuire jusqu'à 40 000 pièces de céramique sigillée en une seule fois.